# Manaosbiidae
Famille
Les Manaosbiidae sont une famille d'opilions laniatores. On connaît près d'une cinquantaine d'espèces dans 26 genres.

## Distribution
Les espèces de cette famille se rencontrent en Amérique du Sud, en Amérique centrale et aux Antilles.

## Liste des genres
Selon World Catalogue of Opiliones (19/09/2021) :
- Azulamus Roewer, 1957
- Barrona Goodnight & Goodnight, 1942
- Belemnodes Strand, 1942
- Belemulus Roewer, 1932
- Bugabitia Roewer, 1915
- Camelianus Roewer, 1912
- Clavicranaus Roewer, 1915
- Cucutacola Mello-Leitão, 1940
- Dibunostra Roewer, 1943
- Gonogotus Roewer, 1943
- Manaosbia Roewer, 1943
- Mazarunius Roewer, 1943
- Mecritta Roewer, 1932
- Narcellus Kury & Alonso-Zarazaga, 2011
- Paramicrocranaus Soares, 1970
- Pentacranaus Roewer, 1963
- Poecilocranaus Roewer, 1943
- Rhopalocranaus Roewer, 1913
- Rhopalocranellus Roewer, 1925
- Sanvincentia Roewer, 1943
- Saramacia Roewer, 1913
- Sclerostygnellus Roewer, 1943
- Semostrus Roewer, 1943
- Stygnicranella Caporiacco, 1951
- Syncranaus Roewer, 1913
- Tegyra Sørensen, 1932

## Publication originale
- Roewer, 1943 : « Über Gonyleptiden. Weitere Weberknechte (Arachn., Opil.) XI. » Senckenbergiana, vol. 26, p. 12–68.